# Молох
Моло́х, также Мо́лох, также Молех (лат. Moloch, греч. Μολόχ [Молох] ← ивр. מולך‎ [Мо́лех] «царственный»), у аммонитян Милхом, — упоминающееся в Библии божество моавитян, ханаанеян и аммонитян (3 Цар. 11:5, 11:7), которому приносили в жертву детей (Иер. 7:31); по-видимому, мог обозначать эпитет верховного божества, так же, как и Баал (соб. «владыка»).

## Описание
Танах запрещает под страхом смерти отдавать детей на служение Молоху (Книга Левит Лев. 18:21; Лев. 20:2). О «проведении детей через огонь» говорится в Танахе (Втор. 18:9, 10) наряду с гаданием, колдовством и другими «мерзостями» язычества. В более поздней еврейской интерпретации «проведение через огонь» означает также языческую инициацию детей, а «грех Молоха» — обращение детей в язычество или же рождение от язычницы.
Местом ханаанского культа Молоха была, по Библии (Иер. 32:35), Долина Еннома. В иудаистической традиции человеческие жертвоприношения были запрещены; иудейский царь Иосия уничтожил геенну (4Цар. 23:10) в долине Еннома.
До середины XX века было распространено мнение, основанное на Библии, о Молохе как о западносемитском и карфагенском божестве, которому приносили в жертву людей (часто детей). Было распространено отождествление Молоха с Мелькартом и с аммонитским божеством Милхом; существовала гипотеза, связывающая его с добиблейским Яхве, которому, предположительно, приносили человеческие жертвы.
После публикации в 1935 немецким семитологом Отто Айсфельдтом исследования Molk als Opferbegriff im Punischen und Hebräischen, und das Ende des Gottes Moloch многие специалисты считают, что культа бога Молоха никогда не было, а словом mlk в Библии обозначается западносемитский обряд человеческих жертвоприношений, известный как молк. Однако отрицание существования культа Молоха не получило полной поддержки исследователей.
По мнению Джона Дэя, в Ветхом Завете речь скорее идёт об имени божества, а не о названии обряда, что подтверждается внебиблейскими источниками — ханаанский MLK упоминается в двух заклинаниях из Угарита. В обоих случаях он упоминается в связи с местом под названием Аштарот-Карнаим в северном Заиорданье, которое в других угаритских текстах связывается с рефаимами. Он также упоминается как Malik в списках богов из Эблы, Мари и Угарита, а в аккадских текстах malku отождествляется с Нергалом — месопотамским богом подземного мира. Возможно, Молох Библии — западносемитский бог подземного мира, а превращение его имени в название жертвоприношения — это явление карфагенского культурного ареала.

## Молох в культуре
- «Молох тоталитаризма» — памятник жертвам политических репрессий в СССР у входа на Левашовское мемориальное кладбище в Санкт-Петербурге.

### Литературные произведения
- «Молох» — повесть А. И. Куприна.
- В романе Гюстава Флобера «Саламбо» описано человеческое жертвоприношение Молоху. Один из главных героев романа напоминает воплощенное божество.
- Во второй части поэмы А. Гинзберга «Вопль» образ Молоха использован автором для описания капиталистического города-государства, причиняющего людям ужасные страдания.
- В романе Джеффри Линдсея «Декстер во мраке[англ.]» сюжет выстраивается вокруг расследования серии убийств, связанных с культом Молоха.
- В цикле книг А. Пехова, Е. Бычковой, Н. Турчаниновой «Киндрэт» Молох является одним из первых созданий Основателя, в которого тот вложил дух, и которого затем убил Кристоф Кадаверциан.
- В трилогии Дена Абнетта "Инквизитор Рейвенор" агент организации Когните, главный антагонист

### Кинематографические произведения
- «Молох» — художественный фильм 1999 года (Франция—Германия—Россия—Япония—Италия), снятый Александром Сокуровым по сценарию Юрия Арабова.
- «Кабирия» — художественный фильм 1914 года Джовани Пастроне, где детей приносили в жертву божеству Молоха в храме его имени.
- В немецком экспрессионистском фильме «Метрополис» 1927 года один из главных героев Фредер впервые спускается в нижнюю часть города, где становится свидетелем смертоносной аварии в машинном цеху, ненадолго оглушившей героя, которому затем начинает казаться, что машина превратилась в огромное существо, поглощающее работников. Фредер вскакивает с криком «Молох!». В оригинальном саундтреке «Тема Молоха», впервые прозвучавшая в этой сцене, повторяется несколько раз на протяжении всего фильма, когда речь заходит о тяжёлой жизни обитателей нижнего города.
- В американском фильме 1945 года «Пленник джунглей[англ.]» роль Молоха исполнил актёр Рондо Хэттон.
- «Сонная лощина» — сериал 2013 года, антагонист.
- В 18 серии 12 сезона («Память жива») сериала «Сверхъестественное» герои охотятся на Молоха, которому семья местного шерифа долгие годы приносила человеческие жертвы ради обогащения.
- В 8 серии 1 сезона сериала «Баффи — истребительница вампиров» демон Молох запечатанный в книгу был высвобожден в интернет при помощи сканера.
- «Молох» (оригинальное название — Moloch) — нидерландский хоррор 2022 года в жанрах ужасы и драма. Сюжет: при археологических раскопках найдено тело древней ведьмы Молох, которой по легенде приносили в жертву детей. По преданию считается, что принесение младенца в жертву Молоху даёт возможность реинкарнации и бессмертия. В городе начинают происходить ужасные события, которые указывают на то, что выпущенное на волю древнее зло пробудилось и ищет новые тела для воплощения